# Minomet
Minomet je prenosno gladkocevno topniško orožje na polnjenje (praviloma) od spredaj, ki izstreljuje krilate mine pod velikim kotom in je neposredni potomec možnarja.
Sodobno obliko je dobil leta 1915 med prvo svetovno vojno.

## Osnovni deli
Osnovna, sodobna Stokes-Brandtova konstrukcija ima naslednje dele:
- ustje cevi
- cev
- namerilna naprava
- kotomer
- daljinar
- nožice
- podstavek
- poklopec ustja cevi

## Tipi minometov
- lahki minomet (kalibra okoli 40-60 mm (z njim lahko upravlja en človek)
- srednji minomet (kaliber okoli 81 mm; potrebuje posadko najmanj treh ljudi)
- težki minomet (kaliber nad 100 mm; zaradi velike teže so po navadi nameščeni na oklepne transporterje oz. potrebujejo vozilo pri transportu na nov ognjen položaj).
- super težki minometi (kaliber nad 160 mm; ti minometi so po navadi na polnjenje od zadaj in so trajno nameščeni na prevozno sredstvo, lahko tudi na vlakovno kompozicijo).

## Seznami minometov
- seznam zgodnjih minometov
- seznam minometov svetovnih vojn
- seznam sodobnih minometov